# Солодуев, Василий Никанорович
Васи́лий Никано́рович Солоду́ев (2 [14] января 1885, Ярославль — 2 мая 1968, Москва) — русский и советский валторнист, солист оркестра Большого театра и Персимфанса, преподаватель Московской государственной консерватории, заслуженный артист РСФСР (1934)

## Биография

### Исполнительская деятельность
Василий Солодуев поступил Московскую консерваторию в 1899 году и с большой серебряной медалью окончил её по классу Осипа Сханильца в 1905 году. Более сорока лет (с 1903 по 1947) он был солистом оркестра Большого театра. В течение ряда лет он выступал в качестве солиста в концертах с оркестром под управлением Сергея Рахманинова, Артура Никиша, Вячеслава Сука, Сергея Василенко, Николая Голованова и других известных дирижёров. Участвовал Солодуев и в концертах Русского музыкального общества. В 1907 году он принимал участие в гастролях русского балета в Париже. На протяжении 10 лет Василий Солодуев помимо работы в Большом театре выступал в составе Персимфанса.

### Педагогическая деятельность
С 1924 года Солодуев преподавал в московских музыкальных училищах имени Скрябина, имени Чайковского и имени Ипполитова-Иванова. С 1943 года он вёл класс валторны в Московской консерватории. С 1944 года Солодуев являлся профессором и начальником кафедры духовых инструментов Высшего училища военных дирижёров.
Автор нескольких методических сочинений по игре на валторне, а также сборника переложений и пьес для этого инструмента.

### Семья
- Брат Николай Солодуев (1890—1971) — гобоист и педагог, артист оркестра Большого театра, заслуженный деятель искусств РСФСР.
- Сын Игорь Солодуев (род. 1918) — скрипач, солист оркестра Большого театра, народный артист РСФСР.

## Награды и звания
- Заслуженный артист РСФСР (1934)[2]
- Орден «Знак Почёта» (02.06.1937) — за выдающиеся заслуги в деле развития оперного и балетного искусства

## Сочинения
- Практическое пособие по изучению гамм, интервалов, арпеджио (1937)
- Школа игры на валторне (1955)